# Tetragonula laeviceps
Tetragonula laeviceps är en biart som först beskrevs av Smith 1857.  Tetragonula laeviceps ingår i släktet Tetragonula, och familjen långtungebin. Inga underarter finns listade.

## Beskrivning
Ett relativt litet bi med en längd som varierar från drygt 3 mm till nästan 5, och en vinglängd mellan knappt 4 och 5 mm. Kroppen är svartbrun till svart, med antenner som är ljust brangula i den nedre delen. Även benen är vanligtvis mörka. Arten är dock mycket variabel.

## Ekologi
Släktet Tetragonula tillhör de gaddlösa bina, ett tribus (Meliponini) av sociala bin som saknar fungerande gadd. De har dock kraftiga käkar, och kan bitas ordentligt; arbetarna skyddar boet aggressivt.
Till skillnad från de flesta gaddlösa bin är det vanligt att kolonierna av detta bi mångfaldigas genom svärmning, där den befruktade honan överger det gamla boet tillsammans med en flock arbetare. Före den egentliga flyttningen har ett stort antal arbetare svärmat och byggt det nya boet under en period av omkring 3 veckor. Många av de svärmande bina följer drottningen till det nya boet, men återvänder sedan hem.
Artens taxonomiska ställning är fortfarande osäker på grund av dess stora variation.

## Utbredning
Tetragonula laeviceps förekommer i Indien (Bangalore) samt i Sydostasien från Myanmar, Laos, Kambodja, Malaysia, Filippinerna, Brunei till Indonesien